# Uffing am Staffelsee
Uffing am Staffelsee, Uffing a.Staffelsee – miejscowość i gmina w Niemczech, w kraju związkowym Bawaria, w rejencji Górna Bawaria, w regionie Oberland, w powiecie Garmisch-Partenkirchen. Leży około 25 km na północ od Garmisch-Partenkirchen, nad jeziorem Staffel, przy linii kolejowej InterCity Monachium – Innsbruck.

## Demografia
Dane o ludności z 31 grudnia 2008:
| Opis                                | Ogółem | Ogółem | Kobiety | Kobiety | Mężczyźni | Mężczyźni |
| ----------------------------------- | ------ | ------ | ------- | ------- | --------- | --------- |
| Jednostka                           | osób   | %      | osób    | %       | osób      | %         |
| Populacja                           | 2954   | 100    | 1516    | 51,32   | 1438      | 48,68     |
| Wiek przedprodukcyjny (0–17 lat)    | 607    | 20,55  | 299     | 10,12   | 308       | 10,43     |
| Wiek produkcyjny (18–65 lat)        | 1771   | 59,95  | 890     | 30,13   | 881       | 29,82     |
| Wiek poprodukcyjny (powyżej 65 lat) | 576    | 19,5   | 327     | 11,07   | 249       | 8,43      |

## Polityka
Wójtem gminy jest Rupert Wintermeier, poprzednio urząd ten obejmował Johannes Piegsa, rada gminy składa się z 14 osób.
|      | CSU/BL | WG/PFW | WGS | Razem |
| 2008 | 5      | 7      | 2   | 14    |
| 2002 | 5      | 7      | 2   | 14    |